# داون كاسبر
داون كاسبر (بالإنجليزية: Dawn Kasper)‏ هي فنانة أداء أمريكية، ولدت في 1977.